# Alchemilla sierrae
Alchemilla sierrae é uma espécie de rosácea do gênero Alchemilla, pertencente à família Rosaceae.